# Högsta vinsten (film, 1915)
Högsta vinsten är en svensk film från 1915 i regi av Edmond Hansen. 

## Om filmen
Filmen premiärvisades 18 november 1915 på biograf Regina i Stockholm. Filmen spelades in vid Svenska Biografteaterns ateljé på Lidingö av Julius Jaenzon. 

## Roller
- Erik A. Petschler - Karlsson
- Edith Erastoff - Karolina, hans hustru
- Bertil Junggren - Andersson i 105:an
- Eric Lindholm - Johansson i grannhuset